# Desoto Lakes
Desoto Lakes ist  ein census-designated place (CDP) im Sarasota County im US-Bundesstaat Florida. Das U.S. Census Bureau hat bei der Volkszählung 2020 eine Einwohnerzahl von 2.137 ermittelt.

## Geographie
Desoto Lakes liegt rund 5 km nordöstlich von Sarasota sowie etwa 80 km südlich von Tampa.

## Demographische Daten
Laut der Volkszählung 2010 verteilten sich die damaligen 3646 Einwohner auf 1674 Haushalte. Die Bevölkerungsdichte lag bei 1139,4 Einw./km². 84,4 % der Bevölkerung bezeichneten sich als Weiße, 7,1 % als Afroamerikaner, 0,2 % als Indianer und 1,6 % als Asian Americans. 4,7 % gaben die Angehörigkeit zu einer anderen Ethnie und 2,0 % zu mehreren Ethnien an. 16,5 % der Bevölkerung bestand aus Hispanics oder Latinos.
Im Jahr 2010 lebten in 29,9 % aller Haushalte Kinder unter 18 Jahren sowie 33,1 % aller Haushalte Personen mit mindestens 65 Jahren. 67,3 % der Haushalte waren Familienhaushalte (bestehend aus verheirateten Paaren mit oder ohne Nachkommen bzw. einem Elternteil mit Nachkomme). Die durchschnittliche Größe eines Haushalts lag bei 2,45 Personen und die durchschnittliche Familiengröße bei 2,89 Personen.
23,9 % der Bevölkerung waren jünger als 20 Jahre, 21,8 % waren 20 bis 39 Jahre alt, 28,2 % waren 40 bis 59 Jahre alt und 26,1 % waren mindestens 60 Jahre alt. Das mittlere Alter betrug 44 Jahre. 45,8 % der Bevölkerung waren männlich und 54,2 % weiblich.
Das durchschnittliche Jahreseinkommen lag bei 53.685 $, dabei lebten 17,9 % der Bevölkerung unter der Armutsgrenze.
Im Jahr 2000 war Englisch die Muttersprache von 95,96 % der Bevölkerung, Spanisch sprachen 2,81 % und 1,23 % sprachen Deutsch.